# You’re the Cream in My Coffee
You’re the Cream in My Coffee ist ein Popsong, den Ray Henderson (Musik), Buddy DeSylva und Lew Brown (Text) verfassten und 1927 veröffentlichten.

## Hintergrund
Das Songwriter-Team Henderson, DeSylva und Brown schrieb den Song für die kurzlebige Revue Hold Everything, die am 10. Oktober 1928 am New Yorker Broadhurst Theatre Premiere hatte. Vorgestellt wurde der Song von Jack Whiting und Ona Munson.
Marlene Dietrich sang You’re the Cream in My Coffee bei Probeaufnahmen für die Rolle der Lola-Lola in Joseph von Sternbergs  UFA-Film Der blaue Engel (1930). Im Film selbst singt sie das Lied aber nicht.

## Erste Aufnahmen und spätere Coverversionen
Zu den Musikern, die den Song ab 1928 coverten, gehörten Ruth Etting, Ben Selvin (Columbia) sowie Ted Weems (Victor), Jack Blue (Kristall), Annette Hanshaw (Harmony), die California Ramblers (Okeh), Al Foster (Pathé), Emmett Miller (Okeh), in Paris Jack Hamilton and His Entertainers und Ray Ventura (Odeon), in London Bert Ambrose (Decca) und Jim Kelleher's Piccadilly Dance Band (Edison).
Der Diskograf Tom Lord listet im Bereich des Jazz insgesamt 78 (Stand 2015) Coverversionen, u. a. von Bob Crosby, Stéphane Grappelli, Nat King Cole, Mel Tormé/Page Cavanaugh, Hank D’Amico, Mary Lou Williams, Les Brown, Joe Turner, Jerry Wald, Earl Hines, Jonah Jines, Bobby Troup/Russ Garcia, Francis Bay, Freddie Gambrell/Chico Hamilton, Cat Anderson, Doc Evans, Joe Venuti, Kenny Baker, Ove Lind, das Pasadena Roof Orchestra sowie Teresa Brewer mit The World’s Greatest Jazz Band.